# Lubczyna (województwo łódzkie)
Lubczyna – wieś w Polsce położona w województwie łódzkim, w powiecie wieruszowskim, w gminie Wieruszów.

## Historia
Miejscowość historycznie należy do ziemi wieluńskiej i pierwotnie związana była z Wielkopolską oraz przejściowo ze Śląskiem. Ma metrykę średniowieczną i istnieje co najmniej od XIII wieku. Wymieniona pierwszy raz w dokumencie zapisanym po łacinie w 1360 jako "Lubczyna, Lubczino" .
Miejscowość została odnotowana w historycznych dokumentach własnościowych, prawnych i podatkowych. W 1360 rzekomo własność biskupa wrocławskiego. W 1394 jako właściciele odnotowani B. i A. Lupczyńscy z Kamienic pod Wysockiem. W 1419 Gajek z Lubczyna, a w latach 1419-20 jego żona Małgorzata z Lubczyny. W 1434 odnotowana sprawa sądowa braci Adama z Tokarzewa i Mikołaja z Lubczyny o spadek po ojcu. W 1436 odnotowany mieszkaniec Piotr Gajko. W 1441 płacono podatek z 9 łanów i jeden grosz z karczmy. Według oświadczenia właścicieli 6 łanów nie płaciło podatku. W 1445 odnotowana została Gajkowa z Lubczyny, a w 1448 Trojan, który 1457 odstąpił Mikołajowi Gruszczyńskiemu połowę wsi Wtorek za połowę wsi Lubczyny oraz 12 łanów w Wysocku w powiecie kaliskim. W 1518 wieś leżała w powiecie ostrzeszowskim i liczyła 6 łanów, a w 1553 – 4,5 łana. W 1670 miejscowość przynależała do parafii Wyszanów. Pleban pobierał od 12 kmieci po 3 ćw. żyta i tyleż owsa. Odnotowano także, że niegdyś miał on we wsi jeden łan .
W latach 1975–1998 miejscowość administracyjnie należała do województwa kaliskiego.

## Współcześnie
Główne miejsca w Lubczynie :
- Sala OSP
- Przedszkole
- Pałac
- Boisko przy sali OSP